# Johnny Farrell

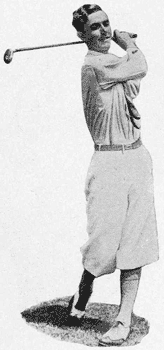
Johnny Farrel

Johnny Farrell (4 april 1901 - 14 juni 1988) var en amerikansk professionell golfspelare. 
Farrel vann US Open 1928 i Olympia Fields i Illinois på 294 slag . Han låg lika med amatörspelaren Bobby Jones efter 72 hål och vann med ett slag efter särspelet som spelades över 36 hål.
Han framröstades som 1927 och 1928 års bäste amerikanske proffsspelare efter att ha vunnit sex tävlingar i rad av sina 22 totalt under karriären. Han spelade med det amerikanska Ryder Cup-laget 1927, 1929 och 1931.
Farrell arbetade under många år som klubbprofessional på den förnäma golfklubben Baltusrol Golf Club i New Jersey.
| Majorsegrare genom tiderna                                                                                       |              |                |            |                  |
| 200 olika spelare har vunnit i herrarnas majortävlingar. Johnny Farrell var den 51:a spelaren som vann en major. |              |                |            |                  |
| 1:a | 50:e         | 51:a           | 52:a       | 200:e            |
| Willie Park Sr                                                                                                   | Tommy Armour | Johnny Farrell | Leo Diegel | Louis Oosthuizen |
| Lista över golfens majorsegrare                                                                                  |              |                |            |                  |